# Ильдар ибн Сурхай
Ильдар сын Сурхая (Эльдар) (الدر شمخال بن سرجى شمخال) — кумыкский владетель, шамхал Тарковский. Ильдар был братом Гирея, правившего Тарковским шамхальством до 1619 года.

## Правление
По мнению кавказоведа Гарун-Рашида Гусейнова, в кумыкском государстве (также известном как «Кумук хакимиет», или «Вилайет Дагестан»), соблюдалась система тюркского удельно-лествичного наследования. К примеру, при верховном правителе шамхале Чопане (1572-1589) его брат Тучилав Санджакбеги был правителем Авара, а сын шаухала Будая I Алибек основал Кази-Кумукское владение. Наследниками Чопана стали его сын Сурхай II (1589-1609), затем сын Гирей I (1609-1614) и их брат Андий (1614-1623). Таким образом Эльдар, сын Сурхая II, также имел право на престол.

### Мнение Пиотровского и Маршаева
Согласно мнению профессора Бориса Пиотровского, в 1610 году Алибек Казикумухский, правители Гирей и Ильдар Сурхаевы шертовали перед терским воеводой на верность московскому царю.
Пиотровский, ссылаясь на сведения воеводы Н. Вельяминова, писавшего весной 1619 года, указывает, что Алибек Казикумухский «по всей Кумыцкой земле волен, все полагаются на него и Ильдар (Тарковский) ево слушает во всем». Однако власть шамхала над удельными владетелями была номинальной, а вопрос престолонаследия часто приводил к кровавым столкновениям.
Шах Аббас I спровоцировал Ильдара выступить против правителя Эндиреевского владения Султан-Махмуда и Андий-шамхала. Это послужило одной из причин избрания Ильдара шамхалом. Чтобы стабилизировать обстановку, на съезде князей, произошедшем после смерти Андия в 1621 году, шамахалом был избран Ильдар.
По мнению Рамазана Маршаева, в 1619 году, после смерти Гирея, Ильдар стал правителем Тарков, а в 1623 году, после смерти Андий-шамхала, на съезде в Гази-Кумухе Ильдар был избран шамхалом. По мнению историка, согласие князей шамхальского дома на избрание верховного правителя в Кази-Кумухе означало единство и прекращение междоусобных войн, указывая на то, что под верховной властью шамхала Кази-Кумуха находились многие другие княжества, именуемые шамхальствами. А с утверждением Ильдара шамхалом ситуация в Дагестане стабилизировалась. Ильдар умер в 1635 году.
Однако, версия о существовании Казикумухского шамхальства остаётся дискуссионной, так как в исторических документах, например русских, правителей шамхальства называли просто «шевкал» не уточняя центра шамхальства.